# 멘로파크

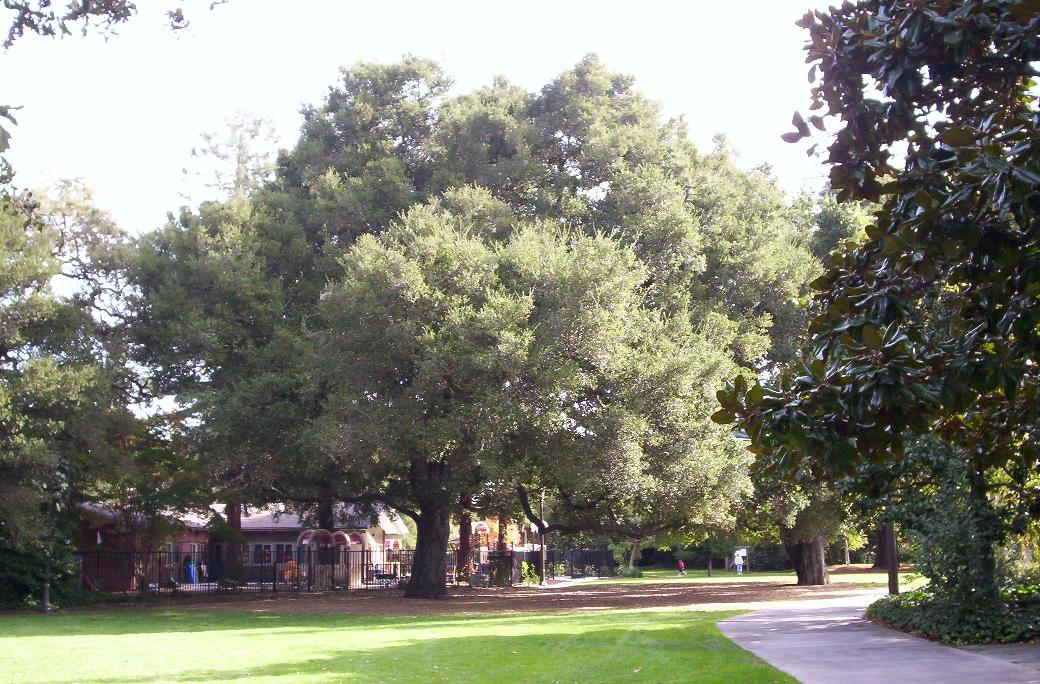
멘로파크

멘로파크(Menlo Park)는 미국 캘리포니아주 샌머테이오군의 동쪽 끝에 위치한 도시다. 인구는 2020년 인구 조사에서 33,780명으로 집계됐다. 메타 플랫폼스 본사가 위치해 있고, 구글과 로블록스 코퍼레이션, 라운드 테이블 피자가 창업한 곳으로 알려져 있다.

## 인구
| 인구조사              | 인구   | Note | %±     |
| --------------------- | ------ | ---- | ------ |
| 1930년                | 2,254  |      | —      |
| 1940년                | 3,258  |      | 44.5%  |
| 1950년                | 13,587 |      | 317.0% |
| 1960년                | 26,957 |      | 98.4%  |
| 1970년                | 26,826 |      | −0.5%  |
| 1980년                | 26,438 |      | −1.4%  |
| 1990년                | 28,040 |      | 6.1%   |
| 2000년                | 30,785 |      | 9.8%   |
| 2010년                | 32,026 |      | 4.0%   |
| 2020년                | 33,780 |      | 5.5%   |
| U.S. Decennial Census |        |      |        |

## 경제

### 최상위 고용 기업
멘로파크시의 2021년 종합재무제표에 따르면 시의 최상위 고용 기업들은 다음과 같다.
| #  | 고용 기업               | 직원 수 |
| -- | ----------------------- | ------- |
| 1  | 메타 플랫폼스           | 18,500  |
| 2  | SRI 인터내셔널          | 784     |
| 3  | 그레일                  | 420     |
| 4  | 인터섹트 ENT            | 345     |
| 5  | 퍼시픽 바이오사이언시스 | 320     |
| 6  | UPS                     | 277     |
| 7  | 엑스포넌트              | 238     |
| 8  | 멘로파크시청            | 230     |
| 9  | 퍼스낼리스              | 230     |
| 10 | 세이프웨이              | 228     |

## 저명한 인물
- 존 바에즈: 포크 가수
- 린지 버킹엄: 음악가
- 헨리 카웰: 작곡가
- 제리 가르시아: 그레이트풀 데드의 설립 멤버
- 존 헌츠먼: 전 유타주 주지사
- 켄 키지: 저자
- 조시 매런: 슈퍼모델
- 에이브러햄 매슬로: 인간성 심리학 공동 창립자
- 존 네이버: 올림픽 수영 선수
- 스티브 닉스: 음악가
- 셰릴 샌드버그: 페이스북의 COO, LeanIn.Org의 설립자
- 세컨드핸드 세레나데: 멘로파크에 결성된 록밴드
- 코트니 손스미스: 여배우
- 소스타인 베블런
- 세컨드핸드 세레나데: 음악가/송라이터